# 오후 네시
오후 네시는 2024년 개봉한 대한민국의 영화이다.

## 캐스팅

### 주연
- 오달수 : 정인 역
- 장영남 : 현숙 역
- 김홍파 : 육남 역

### 조연
- 민도희 : 소정 역
- 공재경 : 새라 역

## 참고 사항
- 이 영화는 안성시 일원에서 촬영되었다. 특히 영화의 주요 무대가 된 호수는 안성의 마둔저수지와 청룡저수지에서 촬영이 이루어졌다.